# Gekokujō
 (février 2020).
Si vous disposez d'ouvrages ou d'articles de référence ou si vous connaissez des sites web de qualité traitant du thème abordé ici, merci de compléter l'article en donnant les références utiles à sa vérifiabilité et en les liant à la section « Notes et références ».
Gekokujō (下克上, 下剋上) est un terme japonais pouvant se traduire par l'expression « les plus faibles gouvernent les plus forts » ou bien « le faible domine le fort ».

## Origine
Cette expression s'est répandue au cours de la période Sengoku (1467-1573), débutant avec la guerre d'Ōnin quand la puissance du shogunat Muromachi déclina à cause de luttes de factions et de l'incendie de Kyoto.
Sans la protection du shogunat, les daimyos provinciaux étaient susceptibles d'être renversés par des forces extérieures ou même par celles de leurs propres domaines. Au cours de cette période, les vassaux ont trahi leurs seigneurs et furent à leur tour menacés d'être renversés par des forces encore plus inférieures qu'eux. Les ecclésiastiques et les paysans ont parfois formé des ikkō-ikki (des bandes de rebelles) contre les daimyos et ont réussi, pendant un certain temps, à établir des royaumes indépendants.

## Postérité
Plusieurs siècles plus tard, le concept du gekokujō fut une justification pour les officiers juniors et moyens de l'armée pour désobéir s'ils étaient motivés par des principes moraux. De tels actes se sont déroulés plusieurs fois en Mandchourie et à Tokyo pendant les années 1930. Les officiers militaires ont effectué des attaques provocatrices en Mandchourie pour donner un prétexte à l'Empire pour s'emparer du territoire chinois. Au Japon même, des officiers militaires ultranationalistes ont organisé des séries d'assassinats contre les dirigeants politiques et commerciaux, ils voulaient « épurer » la société japonaise de l'influence  des corporations et des partis politiques parce qu'ils pensaient que cela empêchait le Japon d'atteindre sa place légitime parmi les nations du monde, place atteinte grâce à l'expansion sur le continent asiatique.
Les épisodes les plus spectaculaires furent l'incident du 15 mai 1932, lorsque des officiers de la Marine et des cadets juniors de l'armée assassinèrent le Premier ministre Tsuyoshi Inukai, et l'incident du 26 février 1936 impliquant 1 500 soldats à Tokyo dans un coup d'État raté. Bien que des poursuites pénales se soient ensuivies, les motivations des accusés leur ont apporté un important soutien populaire et le plus souvent, la punition fut légère. Bien que les meneurs de l'incident du 26 février soient passés rapidement devant des tribunaux secrets et exécutés, l'épisode est généralement considéré comme le dernier et le plus grave des événements qui ont mené à l'interdiction des partis politiques et à la domination des militaires dans les affaires du gouvernement japonais jusqu'à la fin de la Seconde Guerre mondiale. Un autre épisode spectaculaire est la planification et l'exécution de l'incident de Mukden menant à l'invasion de la Mandchourie, orchestré par des officiers (Kanji Ishiwara et Seishirō Itagaki) agissant indépendamment à la fois du quartier général de l'armée du Kwantung mais également du gouvernement de Tokyo ; permettant ainsi au Japon de créer l'état indépendant du Mandchoukouo.

## Gekokujōdans l'art
- L'incident du 26 février est dépeint comme exemple moderne du gekokujō dans la nouvelle de Yukio Mishima, adaptée au cinéma sous le titre Yūkoku ou Rites d'amour et de mort, et qui sert de contexte aux événements du récit.
- Des éléments du gekokujō peuvent généralement être vus dans le théâtre kyōgen, surtout dans les pièces mettant en scène le personnage de Tarō Kaja.